# Abdeslam Al Mesbahi
Abdeslam Al Mesbahi (en árabe: عبد السلام المصباحي‎; nacido en 1954, en Taza) es un político marroquí del Partido Istiqlal. Entre 2007 y 2012 ocupó el cargo de Secretario de Estado de Desarrollo Territorial en el gabinete de Abbas El Fassi.
El 15 de octubre de 2007, fue nombrado Secretario de Estado del Ministro de Vivienda, Urbanismo y Ordenación del Territorio, encargado del desarrollo territorial, en el gobierno de Abás El Fassi, y miembro del comité estratégico y del comité de pilotaje de la Iniciativa Nacional para el Desarrollo Humano (INDH), un importante proyecto de lucha contra la pobreza, la exclusión social y la precariedad lanzado por Mohamed VI el 18 de mayo de 2005.